# Alpaida iguazu
Alpaida iguazu là một loài nhện trong họ Araneidae.
Loài này thuộc chi Alpaida. Alpaida iguazu được Herbert Walter Levi miêu tả năm 1988.